# Schoolstraat 14 (Halfweg)
Schoolstraat 14 is een gebouw aan de Schoolstraat in Halfweg in de Nederlandse gemeente Haarlemmermeer. Het gebouw wordt geflankeerd door een voormalige school en een trafohuis, beide van oudere datum.
Hier werd volgens het Haarlem's Dagblad -van 16 april (pagina 13) en 29 april (pagina 12)- vanaf de 28 april 1926 toen de aanbesteding plaatsvond in Hotel Cornelissen een badhuis neergezet voor het Witte Kruis. Het werd voor circa 22.500 gulden gebouwd. De officiële opening vond plaats op 3 november 1926; even later konden bewoners er gebruik van maken. Het ontwerp in zakelijk-expressionistische stijl was afkomstig van de Amsterdamse architect Jan op 't Land. Geld was bijeengebracht door een veiling, aangevuld met subsidie ter exploitatie van de gemeente. Overigens was de benodigde grond bijna kosteloos ter beschikking gesteld door de gemeente. Men constateerde tijdens de opening dat Op ’t Land had moeten woekeren met de ruimte, maar desalniettemin een mooi geheel had ontworpen.
Jan op ’t Land (Medemblik, 23 april 1893 - Amsterdam, 23 november 1942) zou tekenen voor diverse ontwerpen, waaronder bijvoorbeeld de school aan de Floris Versterstraat 10-12 in Amsterdam.